# Bozogo
Bozogo est une commune rurale située dans le département de Niankorodougou de la province de Léraba dans la région des Cascades au Burkina Faso.